# 한상헌
한상헌(1981년 1월 5일 ~ )은 대한민국의 KBS 아나운서이다.

## 학력
- 경문고등학교
- 한국외국어대학교 신문방송학과 학사

## 경력
| 연도      | 사항                                              |
| --------- | ------------------------------------------------- |
| 2008      | SK 텔레콤 사내방송국에서 아나운서                 |
| 2009      | TBC MC                                            |
| 2010~2011 | KBS 인터넷 KBS 24시간 뉴스팀 뉴스 앵커            |
| 2011.8~   | KBS 39기 공채 아나운서 (KBS부산방송총국 지역근무) |
| 2018      | 제23회 평창 동계 올림픽 KBS 캐스터                |
| 2018      | KBS 노동조합 홍보국장                             |

## 방송 프로그램

### TV
| 연도        | 방송사 | 제목                    | 담당                | 진행기간                                                   | 비고 |
| ----------- | ------ | ----------------------- | ------------------- | ---------------------------------------------------------- | --- |
| 2011        | KBS2   | 여유만만                | 출연                | 2011년 9월 19일                                            | 《2011 신입 아나운서 시험 합격의 비결!》- 37기 공채 아나운서 |
| 2013 ~ 2014 | KBS1   | KBS 오전 5시 뉴스       | 진행                | 2013년 12월 23일 ~ 2014년 7월 4일                          | 평일 |
| 2014        | KBS2   | 비바! 점프볼            | 진행                | 2014년 1월 4일 ~ 4월 12일                                  | |
| 2014 ~ 2015 | KBS2   | 누가누가 잘하나         | 진행                | 2014년 1월 10일 ~ 2015년 10월 2일                          | |
| 2015 ~ 2017 | KBS1   | KBS 스포츠 9            | 진행                | 2015년 1월 3일 ~ 2017년 9월 2일                            | 주말 |
| 2017        | KBS1   | KBS 스포츠 9            | 임시 진행           | 2017년 1월 27일                                            | 평일 |
| 2015 ~ 2016 | KBS2   | 2TV 아침                | 진행                | 2015년 9월 14일 ~ 2016년 4월 22일                          | |
| 2016 ~ 2018 | KBS2   | 추적 60분               | 진행                | 2016년 3월 30일 ~ 2018년 9월 5일                           | |
| 2016 ~ 2018 | KBS2   | 생방송 아침이 좋다      | 진행                | 2016년 4월 25일 ~ 2018년 8월 31일                          | |
| 2019        | KBS1   | Sign On/Sign Off        | 안내자              | 방송종료멘트 오전 및 심야                                  | |
| 2017 ~ 2018 | KBS1   | 천상의 컬렉션           | 진행                | 2017년 3월 26일 ~ 2018년 11월 17일                         | |
| 2017        | KBS1   | 아침마당                | 출연                | 2017년 1월 10일                                            | 7774회 [화요초대석]《3인 3색! 우리는 아나테이너》 |
| 2019        | KBS1   | 아침마당                | 출연                | 2019년 8월 23일                                            | 8441회 [생생토크 만약 나라면] 《아이 안 갖겠다는 자식 냅둬 vs 말려》 |
| 2021        | KBS1   | 아침마당                | 진행취소            | 2021년 6월 21일                                            | 8909회 월요토크쇼 명불허전 《대한민국의 부케 전성시대》(새 8번째 남자 아나운서 MC 진행취소 및 2명 동시 새mc 변경취소)                                                                              |
| 2023        | KBS1   | 아침마당                | 진행취소            | 2023년 5월 1일                                             | 9382회 월요토크쇼 명불허전 《연예계 별별 ★ 홍보대사》(새 남자MC 연속 진행취소) |
| 2023        | KBS1   | 아침마당                | 임시진행취소        | 12월 4일 ~ 12월 7일 12월 11일 ~ 12월 14일                  | 9535회 월요토크쇼 명불허전 《딸 부자 vs 아들 부자》 편 ~ 9538회 목요특강 4인4쌤(《몸이 아파요》 9540회 월요토크쇼 명불허전 《대를 잇는 위대한 유산》 편 ~ 9543회 목요특강 4인4쌤(《중독이 뭐길래》 |
| 2024        | KBS1   | 아침마당                | 임시진행취소        | 1월 30일 ~ 2월 1일                                         | 9576회 화요초대석<끝없이 배움의 길을 가는 아름다운 배우 김혜정 탤런트 / 친족 성폭력 생존자에서 아픔을 치유하는 상담사로! 김영서 심리상담사> ~ 9578회 목요특강 4인4쌤《나이아 가라》                |
| 2024        | KBS1   | 아침마당                | 임시진행취소        | 9월 9일 ~ 9월 13일                                         | 9735회<월요토크쇼 명불허전<별이 된 트로트 전설, 故 현철> ~ 9738회 꽃피는 인생수업《몸의 혁명, 해독》                                                                                               |
| 2025        | KBS1   | 아침마당                | 임시진행취소        | 2025년 1월 8일~2025년 1월 9일 2025년 1월 13일 ~ 14일, 16일 | |
| 2024        | KBS1   | 아침마당                | 2인 1조 참가자 취소 | 9월 27일                                                   | 9749회 행복한 금요일 쌍쌍파티 도전자(이성욱 가수와 함께 짝을 이루지 못하여 2인 1조 도전자 출연하지 못함 - )                                                                                        |
| 2018        | KBS2   | KBS 2시 뉴스타임        | 임시 진행           | 2018년 12월 3일 ~ 12월 7일                                 | 오후 2시 |
| 2019        | KBS1   | KBS 뉴스 (주말)         | 임시 진행           |                                                            | |
| 2023        | KBS1   | KBS 뉴스 (주말)         | 진행                |                                                            | 주말(토~일) 낮 12시 |
| 2019        | KBS1   | KBS 뉴스 5              | 임시 진행           | 2019년 4월 23일                                            | 1980년대 최초로 임시진행 |
| 2019 ~ 2020 | KBS2   | 2TV 생생정보            | 진행                | 2019년 7월 1일 ~ 2020년 2월 21일                           | |
| 2019 ~ 2020 | KBS1   | 더 라이브               | 진행                | 2019년 9월 23일 ~ 2020년 2월 18일                          | |
| 2019 ~      | KBS1   | 씨름 중계               | 캐스터              |                                                            | 명절 한정 |
| 2022        | KBS2   | 해 볼만한 아침 M&W      | 임시 진행           | 2022년 6월 20일                                            | |
| 2023        | KBS1   | KBS 뉴스광장            | 진행                | 2023년 4월 29일 ~ 11월 11일                                | 토요일 |
| 2023        | KBS1   | KBS 뉴스특보            | 특별앵커            | 7월 14일 (04시 55분 방송분)                                | |
| 2023        | KBS1   | KBS 뉴스특보            | 특별앵커            | 7월 14일 (오전 7시 방송분)                                 | |
| 2023        | KBS1   | KBS 뉴스특보            | 특별앵커            | 7월 14일 (오전 8시 방송분)                                 | |
| 2023        | KBS1   | 6시 내고향              | 진행취소            | 2023년 1월 2일                                             | 7682회(신년특집) 새 남자MC 진행취소 |
| 2025        | KBS1   | 6시 내고향              | 진행취소            | 2025년 4월 1일                                             | 8251회 새 남자MC 진행취소 |
| 2021        | KBS1   | 6시 내고향              | 임시진행취소        | 2021년 8월 10일                                            | [ 18 ] |
| 2022        | KBS1   | 6시 내고향              | 임시진행취소        | 2022년 6월 10일                                            | [ 19 ] |
| 2023        | KBS1   | 6시 내고향              | 임시진행취소        | 2023년 10월 5일                                            | 7885회 <전국우수시장박람회 특집> |
| 2023        | KBS1   | KBS 뉴스 2              | 임시 진행           | 2023년 12월 11일                                           | 오후 2시 임시진행 |
| 2023 ~ 2024 | KBS2   | KBS 3시 뉴스타임        | 진행                | 2023년 12월 26일 ~ 2024년 2월 8일                          | [ 22 ] |
| 2024        | KBS2   | KBS 아침뉴스타임 (1000) | 임시진행취소        | 2024년 3월 4일                                             | 2024년 공사창립 51주년 특집 진행취소 |
| 2024        | KBS1   | 전국노래자랑            | 참가자              | 3월 3일                                                    | 공사창립 51주년 특집 아나운서 노래자랑 편 |
| 2024        | KBS2   | 무엇이든 물어보세요     | 임시진행취소        | 4월 29일 ~ 5월 3일 5월 6일                                 | [닥터의 경고] 방치하면 마비까지?! 어깨통증, 원인을 찾아라 ~ 5월 1째주 금요 무엇이든 팩트체크 어린이날 특집                                                                                         |
| 2024        | KBS1   | KBS 뉴스 7              | 임시진행취소        | 5월 13일 ~ 5월 14일                                        | 1980년대 출생 새 남자앵커 최초로 임시진행취소 |
| 2024        | KBS1   | KBS 뉴스 7              | 진행취소            | 5월 20일                                                   | 새 남자앵커 진행취소 |
| 2024        | KBS1   | KBS 뉴스 12             | 임시진행취소        | 10월 28일 ~ 11월 1일(이후)                                 | 임시 남자앵커 이후 임시진행취소 |

### 라디오
| 연도   | 방송사      | 제목          | 담당 | 진행기간 | 비고 |
| ------ | ----------- | ------------- | ---- | -------- | ---- |
| 2022 ~ | KBS 1라디오 | 스포츠 스포츠 | 진행 |          | 평일 |